# Francisco de Paula Sales
Francisco de Paula Sales nasceu em 1838, em Pernambuco, Brasil. Ele estudou direito na Faculdade de Direito do Recife e, após a formatura, trabalhou como advogado e político.

## Biografia
Sales era um político liberal e foi um dos principais apoiadores da abolição da escravatura no Brasil. Ele também foi um dos fundadores do Partido Republicano de Pernambuco.
Em 1883, Sales foi nomeado presidente da província do Rio Grande do Norte. Durante seu mandato, ele implementou uma série de reformas, incluindo a construção de estradas e escolas. Ele também autorizou a emissão de recursos do Tesouro Estadual para proceder-se à canalização das águas da Lagoa de Groaíras para o mar.
Sales deixou o cargo de presidente da província em 1884. Após a proclamação da República, ele foi eleito intendente de São Gonçalo do Amarante, Pernambuco.
Sales morreu em 22 de julho 1902, em Natal, Pernambuco. Ele é considerado um dos políticos mais importantes de Pernambuco no século XIX.
Era irmão do Coronel Abdias Bibiano da Cunha Sales, também pernambucano.